# Power Rangers: Ninja Storm
Power Rangers: Ninja Storm (vaak afgekort tot '"PRNS"') is de naam van het elfde seizoen van de televisieserie Power Rangers. Power Rangers Ninja Storm was het eerste Power Rangers seizoen geproduceerd door Disney. Dit seizoen werd van 15 februari 2003 tot 15 november 2003 uitgezonden en bestond uit 38 afleveringen. Het verhaal was gebaseerd op de Japanse Sentai serie Ninpuu Sentai Hurricanger.

## Verhaallijn
Een skateboarder (Shane Clarke), een surfer (Tori Hanson) en een motorrijder (Dustin Brooks) zijn alle drie studenten van de Wind Ninja Academie, onder training van sensei Kanoi Watanabe en zijn zoon Cam. Hoewel het er op lijkt dat de drie niet goed genoeg zijn om ooit volleerde ninja’s te worden zijn ze de enige drie overlevenden wanneer de kwaadaardige Ninja meester Lothor op Aarde arriveert en alle studenten van de Wind Ninja Academie gevangenneemt (al was dat alleen maar omdat ze niet aanwezig waren op het schoolterrein op het moment van de aanval). Hun sensei, die bij de aanval werd veranderd in een cavia door Lothor, neemt hen mee naar een geheime ruimte onder de Academie genaamd Ninja Ops, waar Cam hen Wind Morphers geeft om de Wind Power Rangers te worden.
Niet veel later duiken er twee andere Ninja’s op genaamd de Thunder Rangers van de Thunder Ninja Academie. Hun academie was ook aangevallen door Lothor. Ze hebben echter een vete tegen de Wind Rangers omdat ze geloven dat hun sensei hun ouders had gedood. Nadat ze ontdekken dat Lothor de ware dader is sluiten ze zich aan bij de Wind Rangers.
Wanneer zowel de Wind als Thunder Rangers hun krachten verliezen door een monster van Lothor reist Cam naar het verleden om het Samurai amulet van zijn overleden moeder te halen. Hier ontdekt hij ook dat Lothor in werkelijkheid de ninja student Kiya Watanabe is, Cams oom en zijn vaders broer. Cam vindt het amulet en keert terug naar het heden als de Groene Samurai Ranger.
Uiteindelijk verslaan de Rangers alle leden van Lothors leger. Lothor vindt echter de toegangspoort tot de Abyss of Evil, de plaats waar al zijn monsters naar hun dood naartoe zijn gestuurd. Hij valt de Wind Ninja Academie aan en opent de poort zodat al zijn monsters weer vrij komen. De Thunder Rangers hebben inmiddels alle gevangen ninja studenten bevrijd en komen de Wind Rangers te hulp. Een massale veldslag is het gevolg waarbij de Wind Rangers Lothor en zijn leger opsluiten in de Abyss of Evil.

## Karakters

### Rangers
- Shane Clarke/ Rode Wind Ranger: Shane is de leider van de Ninja Storm Wind Rangers en een geweldige skateboarder. Zijn passie voor vliegen is al net zo groot als zijn vechtkunst. Shane’s ninja techniek is gebaseerd op Wind.
- Tori Hanson/Blauwe Wind Ranger: Tori is de logische denker van het team. Ze is de eerste vrouwelijke blauwer Ranger. Haar ninja technieken zijn gebaseerd op water.
- Waldo “Dustin” Brooks/Gele Wind Ranger: Dustins ninja technieken zijn gebaseerd op Aarde. Hij kan onder andere ondergronds vechten. Hij kan zichzelf ook opsplitsen in twee vechters. Hij is soms wat naïef. Hij is ervaren in motorcross.
- Hunter Bradley/ Crimson Thunder Ranger: hij is de adoptie broer van Blake Bradley. De twee groeiden op op de Thunder Ninja Academie. Daar Hunter de leider was van de twee Thunder Rangers lag hij vaak overhoop met Shane. Uiteindelijk accepteert hij Shane als leider.
- Blake Bradley/ Navy Thunder Ranger: hij is de geadopteerde jongere broer van Hunter Bradley. Nadat Hunters ouders overleden werden hij en Hunter opgevoed door sensei Omino. Net als Dustin is Blade ervaren in Motorcross en de beste van de groep in stokvechten.
- Cameron “Cam” Watanabe/ Groene Samurai Ranger: Cam is de zoon van sensei Watanabe, het hoofd van de Wind Ninja Academie. Zijn vader weigerde hem echter om ook een opleiding tot ninja te volgen. Later reisde Cam terug in de tijd en kreeg het Samurai amulet van zijn moeder, waarmee hij de Groene Samurai Ranger werd.

### Hulp
- Sensei Kanoi Watanabe: de vader van Cam en de trainer van de Shane, Dustin en Tori. Wanneer Lothor op Aarde arriveert vecht hij met de Sensei en veranderd hem in een cavia. Hoewel hij nog steeds in staat is te praten, en dus het team advies te geven, kan hij niet langer meevechten. Hij gaf Cam de opdracht te wind morphers aan Shane, Dustin en Tori te geven. In de finale, wanneer Lothor Ninja Ops aanvalt, wordt sensei weer terugveranderd in een mens.
In het verleden ontmoette Cam de jongere versie van zijn vader, die toen een kapitein was op de Wind Ninja Academie en tot de groep van lucht ninja’s behoorde.
- Miko: toen Cam terugreisde in de tijd ontmoette hij in het verleden zijn moeder, Miko. Miko komt uit een familie van samurais en was een uitstekende zwaardvechter. Ze was ook de eerste vrouwelijke student die toegang kreeg tot de Wind Ninja Academie. Miko gaf Cam een groen amulet dat al generaties lang bezit was van haar familie. Met dit amulet werd Cam de groene Samurai Ranger. Miko zou uiteindelijk trouwen met Kanoi Watanabe. Ze is niet meer in leven in 2003. Het is niet bekend hoe en wanneer ze is overleden.
- Cyber Cam: nadat Cam de groene Samurai Ranger wordt, creëert hij een holografische versie van zichzelf die zijn oude taken als technisch adviseur van het team en onderhouder van Ninja Ops kan overnemen. Cyber Cam heeft een wat ruigere persoonlijkheid dan zijn menselijke tegenhanger.
- Skyla: als kind hielp Shane ooit een buitenaards wezen dat werd opgejaagd door een premiejager. Jaren later keert de alien weer terug op Aarde om hem een wederdienst te bewijzen. Skyla is een Karminiron. Haar leven is bijna voorbij en op het moment van overlijden moet ze haar kracht doorgeven aan iemand anders. Ze kiest Shane die door haar kracht het Battlizer harnas kan oproepen.

### Vijanden
- Lothor: Lothors oorsprong ligt op Aarde. Hij was ooit Kiya Watanabe, de tweelingbroer van Kanoi Watanabe en eveneens student op de Wind Ninja Academie. Hij wordt door zijn tweelingbroer betrapt op het gebruik van zwarte ninja magie. Vervolgens probeert hij het Samurai amulet van Miko te stelen, maar wordt in een gevecht verslagen door Cam, die terug in de tijd was gereisd om het amulet te halen. Cam is er getuige van hoe Kiya door de toenmalige sensei de ruimte in wordt verbannen, maar nog net kan aankondigen dat hij wraak zal nemen. Ook maakt hij zijn nieuwe naam bekend – Lothor.
Na genoeg soldaten en aliens te hebben verzameld voor een leger keert Lothor terug naar de Aarde en begint zijn wraak met de vernietiging van de Wind Ninja Academie en de nabijgelegen Thunder Ninja Academie waarbij alle studenten worden gevangen.
Na de locatie van de Abyss of evil te hebben ontdekt steelt Lothor Cams samurai-amulet en steelt hiermee de krachten van de andere Rangers. De Wind Rangers slagen erin Lothor in de Abyss of Evil op te sluiten met hun ninja krachten. Lothor ontsnapt echter weer in Power Rangers: Dino Thunder.
- Zurgane: een generaal in Lothors leger. Zurgane is zeer serieus en gedreven in het veroveren van de Aarde. Hij ergert zich dan ook dood aan het gebrek aan discipline van sommige andere leden van Lothors leger. Zurgane bouwt voor Lothor een groot arsenaal aan zords, die allemaal worden verslagen. Zurgane wordt gedood door Vexacus nadat de Rangers zijn laatste zord verslaan.
- Choobo: luitenant van Lothors leger. Choobo is niet bepaald de slimste. Hij kan energie bollen oproepen waar slachtoffers in gevangen kunnen worden. Hij wordt later gepromoveerd tot generaal, maar na een gigantische mislukking verband Lothor hem. Hij probeert hierna uit woede de Rangers eigenhandig te vernietigen, maar wordt verslagen. Choobo keert later terug in Lothors leger. Hij wordt voor het laatst gezien aan boord van Lothors ruimteschip vlak voordat deze ontploft.
- Marah & Kapri: Lothors nichtjes. Ze hebben constant ruzie met elkaar. Kapri probeert telkens Marah te commanderen. Ze is gemeen en vooral sluw. Ondanks hun argumenten proberen ze zich steeds aan Lothor te bewijzen door met “vernietig de Rangers” plannen te komen. Zij sturen vaak de monsters van Lothors leger naar de aarde. Nadat Lothor hen beide achterlaat in zijn ruimteschip dat op zelfvernietiging staat, ontsnappen ze met behulp van de Rangers. Aan het eind van de serie worden beide studenten op de Wind Ninja Academie.
- Motodrone: een vriend van de Rangers genaamd Perry probeerde een nieuwe generatie motoren te bouwen. Tijdens zijn experiment ging er wat mis en hij veranderde zelf in de kwaadaardige Motodrone. Hunter vernietigd Motodrone en bevrijd Perry. Lothor laat Motodrone later herbouwen met een Kelzak als basis. Motodrone wordt voorgoed vernietigd door Vexacus wanneer hij dreigt Vexacus’ plannen te onthullen aan Lothor.
- Vexacus: deze premiejager uit de ruimte kwam naar de Aarde om de alien Skyla te zoeken. Hij wordt verslagen door Shane met zijn nieuwe Battlizer en sluit zich daarna bij Lothor aan. Hij is van plan Lothor ten val te brengen door een voor een zijn generaals te vermoorden. Na te zijn verraden door Marah en Kapri wordt Vexacus door de Rangers vernietigd.
- Shimazu: tijdens een gevecht met Cam in een museum van Aziatische kunst, schiet Motodrone op een oud standbeeld. Het beeld komt tot leven en blijkt in werkelijkheid een eeuwenoud wezen genaamd Shimazu te zijn. Shimazu sluit zich bij Lothors leger aan. Hij wordt vernietigd door Marah en Kapri nadat hun plan de Rangers te verslaan faalt.
- Kelzacks: Lothors soldaten.

## Zords
- Ninja zords/ Storm Megazord: de megazord van de wind Rangers. De storm megazord kan veranderen in een kleinere, wendbaardere vorm genaamd Lightning Mode. Dit duurt echter maar 60 seconden. In deze vorm is hij gewapend met twee zwaarden. De Storm Megazord wordt vernietigd in het gevecht met Lothor’s zord.
  - Hawk Zord: Shane’s Ninja Zord in de vorm van een havik
  - Lion Zord: Dustins Ninja Zord in de vorm van een leeuw.
  - Dolphin Zord: Tori’s Ninja Zord in de vorm van een dolfijn.
- Thunder Zords/ Thunder Megazord: de Megazord van de Thunder Rangers. De Thunder Megazord wordt vernietigd in het gevecht met Vexacus.
  - Crimson Insectizord: Hunters Thunder Zord. Een tankachtige zwarte & donkerrode kever.
  - Navy Beetlezord: Blake’s Thunder Zord. Een tankachtige zwarte & donkerblauwe kever.
- Thunderstorm Megazord: Combinatie van Storm Megazord en Thunder Megazord met behulp van de Mini Zord.
- Samurai Star/ Samurai Star Megazord: De Samurai Star is Cams zord in de vorm van een helikopter. De helikopter kan veranderen in een megazord. In het gevecht met de zords van Marah, Karpri en Shimazu creëerde Cam de twee Samurai Star drones, die beide dezelfde eigenschappen hadden als de originele Samurai Star. Beide werden echter vernietigd in het gevecht. De Samurai Star zelf overleeft de serie.
  - Storm Megazord, Samurai Storm mode: combinatie van Samurai Star met de Storm Megazord. Hierbij neemt de Samurai Star de plaats van de Dolphin Zord in als rechterarm van de Storm Megazord.
  - Thunder Megazord, Samurai Storm mode: combinatie van de Samurai Star met de Thunder Megazord.
- Hurricane Megazord: combinatie van de Samurai Star Megazord met de Thunderstorm Megazord door middel van de Ninja Firebird. Dit is de nummer 2 in de rangschikking van de sterkste combinaties van dit seizoen.
- Mighty Mammoth Zord een enorme robotische mammoet die als transporter dient voor de Thunderstorm Megazord en de Hurricane Megazord. Als de Mighty Mammoth Zord combineert met de Hurricane Megazord zullen Power Sphere's 1 t/m 8 en Power Sphere 10 worden geactiveerd en de wapens die eruit komen worden dan gehecht aan de Mammoth voor meer vuurkracht. Deze combinatie wordt twee keer gebruikt in het hele seizoen en dit is de sterkste combinatie van dit seizoen.
- Power Spheres: deze bollen kunnen door de drie Megazords en de Mammoth Zord worden opgeroepen. Ze bevatten de wapens voor de megazords. Ze kunnen worden opgeroepen via speciale medailles.

## Trivia
- Dit was het eerste Power Rangers seizoen dat volledig is opgenomen in Nieuw-Zeeland.
- De was het eerste seizoen dat begon met maar drie Rangers in plaats van de gebruikelijke vijf.
- Dit was het eerste seizoen met de kleuren Crimson en Navy.
- De Crimson Ranger wordt, net als de Quantum Ranger uit Power Rangers: Time Force, beschouwd als een tweede Rode Ranger.
- Dustin is de eerste menselijke mannelijke Gele Ranger en de tweede mannelijke gele Ranger in zijn totaliteit. In Mighty Morphin Alien Rangers kwam ook al een mannelijke gele Ranger voor.
- Tori is de eerste vrouwelijke Blauwe Ranger in de gehele Power Rangers serie.
- Tori zegt vaak dat haar dolfijn-zord een vis is, maar een dolfijn is een zoogdier. Dat is een foutje dat vrij vaak voorkomt in de serie, of dit bewust is gedaan weten de kijkers niet. Sommige vijanden maken diezelfde fout.
- Dit was het eerste seizoen waarin alle Rangers ook in menselijke vorm speciale krachten hadden.
- Dit was het tweede seizoen waarin een van de Rangers familie was van de hoofdvijand: Cam - Lothor. De eerste keer was Andros – Astronema in Power Rangers: In Space.
- Hoewel de groene Samurai Ranger in Power Rangers Ninja Storm wel een menselijke gedaante heeft, Cam, heeft zijn tegenhanger uit de Sentai versie, Shurikenger, dit niet.
- Dit is het eerste seizoen waarin geen team-up met het ranger team van het vorige seizoen plaatsvond sinds de start van deze traditie in Power Rangers: Lost Galaxy.
- Dit is het tweede seizoen, na Mighty Morphin Alien Rangers, waarin er maar één vrouw lid is van het team.